# Picometru
Picometrul reprezintă a 1012 parte dintr-un metru, adică un picometru este egal cu 10-12 metri. Se notează cu pm.